# Josh García
Joshua García, detto Josh (Boston, 28 luglio 1993), è un ex calciatore statunitense naturalizzato dominicano, di ruolo attaccante.

## Carriera

### Club
Ha giocato nel campionato statunitense.

### Nazionale
Nel 2019 ha esordito con la nazionale dominicana.

## Statistiche

### Cronologia presenze e reti in nazionale
| Cronologia completa delle presenze e delle reti in nazionale ― Rep. Dominicana | Cronologia completa delle presenze e delle reti in nazionale ― Rep. Dominicana | Cronologia completa delle presenze e delle reti in nazionale ― Rep. Dominicana | Cronologia completa delle presenze e delle reti in nazionale ― Rep. Dominicana | Cronologia completa delle presenze e delle reti in nazionale ― Rep. Dominicana | Cronologia completa delle presenze e delle reti in nazionale ― Rep. Dominicana | Cronologia completa delle presenze e delle reti in nazionale ― Rep. Dominicana | Cronologia completa delle presenze e delle reti in nazionale ― Rep. Dominicana |
| Data                                                                           | Città                                                                          | In casa                                                                        | Risultato                                                                      | Ospiti                                                                         | Competizione                                                                   | Reti                                                                           | Note                                                                           |
| ------------------------------------------------------------------------------ | ------------------------------------------------------------------------------ | ------------------------------------------------------------------------------ | ------------------------------------------------------------------------------ | ------------------------------------------------------------------------------ | ------------------------------------------------------------------------------ | ------------------------------------------------------------------------------ | ------------------------------------------------------------------------------ |
| 16-2-2019                                                                      | Santiago de los Caballeros                                                     | Rep. Dominicana                                                                | 1 – 0                                                                          | Guadalupa                                                                      | Amichevole                                                                     | -                                                                              |                                                                                |
| 30-8-2019                                                                      | Riffa                                                                          | Rep. Dominicana                                                                | 0 – 4                                                                          | Emirati Arabi Uniti                                                            | Amichevole                                                                     | -                                                                              | 60’                                                                            |
| 7-9-2019                                                                       | Lookout                                                                        | Montserrat                                                                     | 2 – 1                                                                          | Rep. Dominicana                                                                | CONCACAF Nations League 2019-2020 - Fase a gironi                              | 1                                                                              | 63’                                                                            |
| Totale                                                                         |                                                                                | Presenze                                                                       | 3                                                                              |                                                                                | Reti                                                                           | 1                                                                              |                                                                                |